# Canard en plastique
Pour les articles homonymes, voir Canard (homonymie).

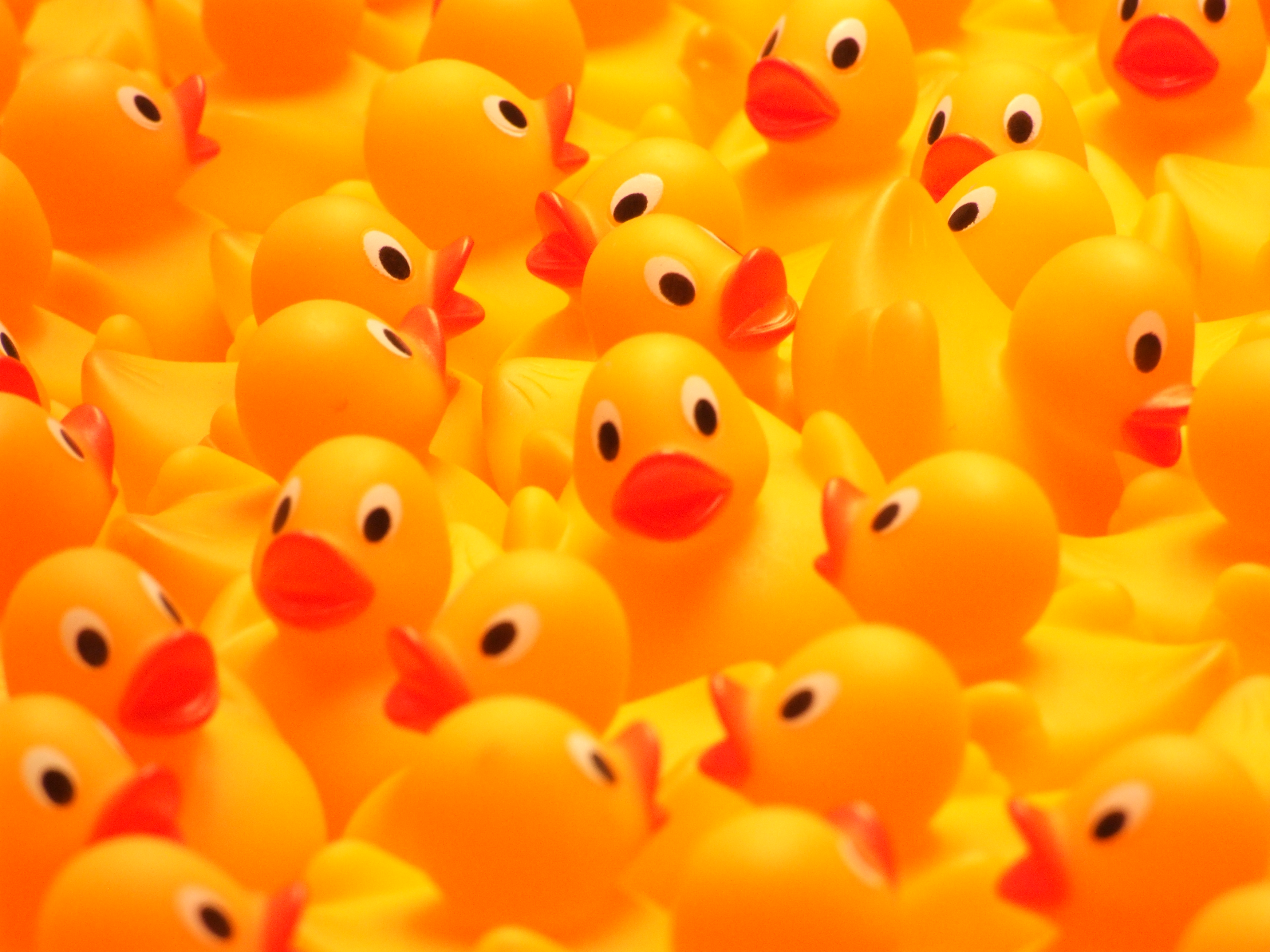
De nombreux canards en plastique.

Un canard en plastique, ou canard en caoutchouc, ou encore canard de bain, est un jouet en forme de canard, le plus souvent jaune avec un bec de couleur orangée. À l’origine en caoutchouc, ils sont actuellement fabriqués dans des matières plastiques ressemblant au caoutchouc (PVC, polyéthylène). Le canard en plastique est souvent considéré comme un symbole des univers des jouets, du bain et son utilisation comme sex-toy féminin a donné lieu à l'apparition du canard vibrant. Il est également au centre du jeu forain appelé la pêche aux canards. S’il est traditionnellement jaune, il en existe de nombreuses autres sortes.

## Histoire
Les premiers canards, en caoutchouc sont fabriqués à la fin du XIXe siècle, à l’époque de l’émergence de ce matériau.
Le jouet est popularisé dans les années 1970 par l’émission 1, rue Sésame, dans laquelle la marionnette Ernie, doublé par Jim Henson, possède un canard en plastique, et interprète des chansons en rapport avec, comme Rubber Duckie.
En 2001, le journal The Sun révèle que la reine Élisabeth II détient un canard en plastique avec une couronne, ce qui a pour effet de faire considérablement augmenter les ventes du jouet au Royaume-Uni durant une courte période.

## Utilisation comme sex toy
Attaché aux plaisirs du bain et du fait de son utilisation comme sex-toy, plusieurs entreprises ont décidé de proposer des versions de types vibromasseur. On parle alors de canard vibrant.

## Jeu forain

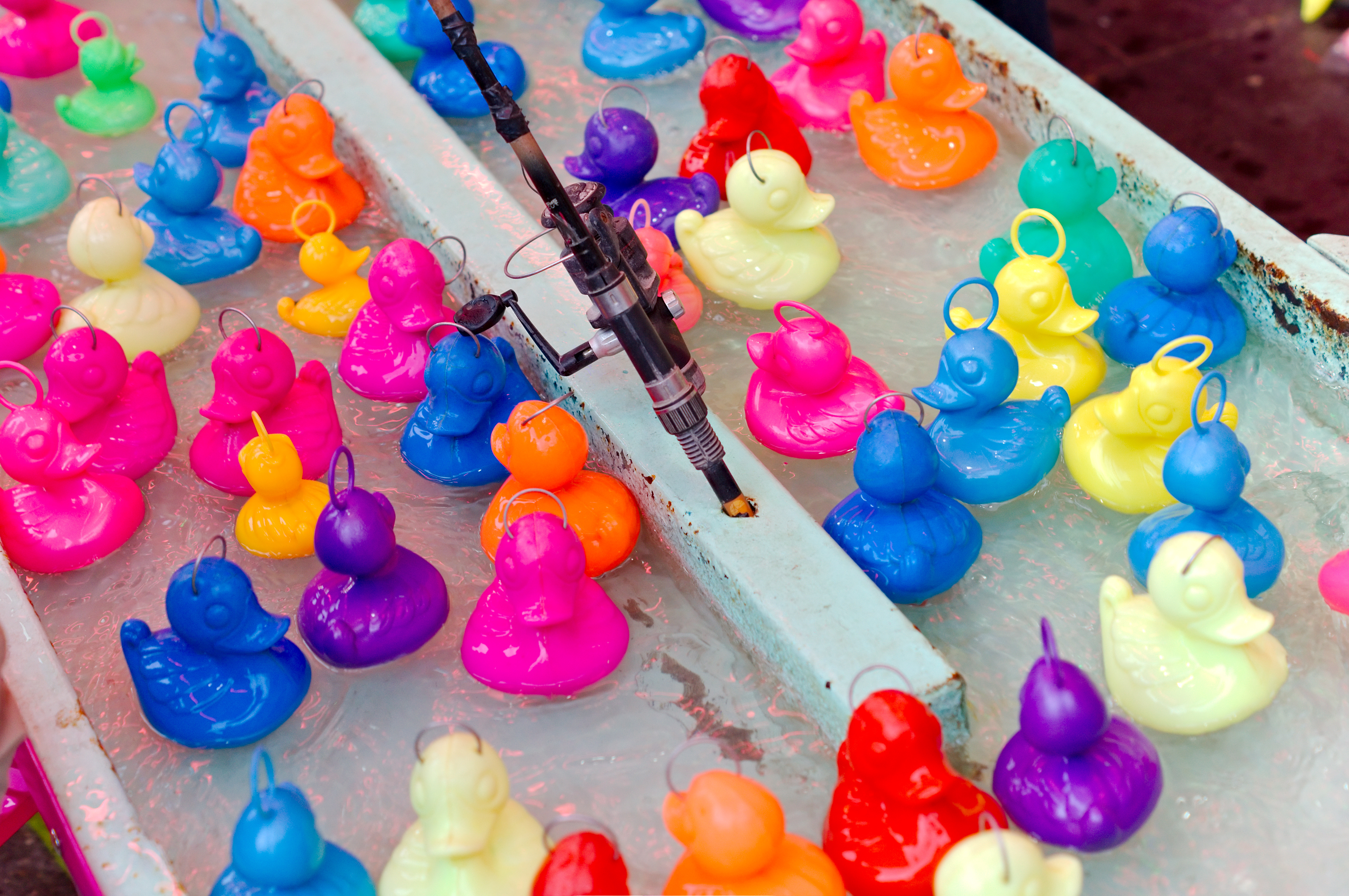
Stand de pêche aux canards à la Foire Saint-Romain.

De toutes couleurs, dotés d'un anneau sur la tête et lestés, les canards en plastique flottant sur de l'eau courante constituent un jeu de fête foraine praticable dès le plus jeune âge : la pêche aux canards.

## Objet de collections
En dehors de son utilité première de jouet pour le bain, le canard en plastique est également un objet de collection. Ainsi, l’américaine Charlotte Lee est la propriétaire d’une collection de plus de 2 100 canards.

## Courses

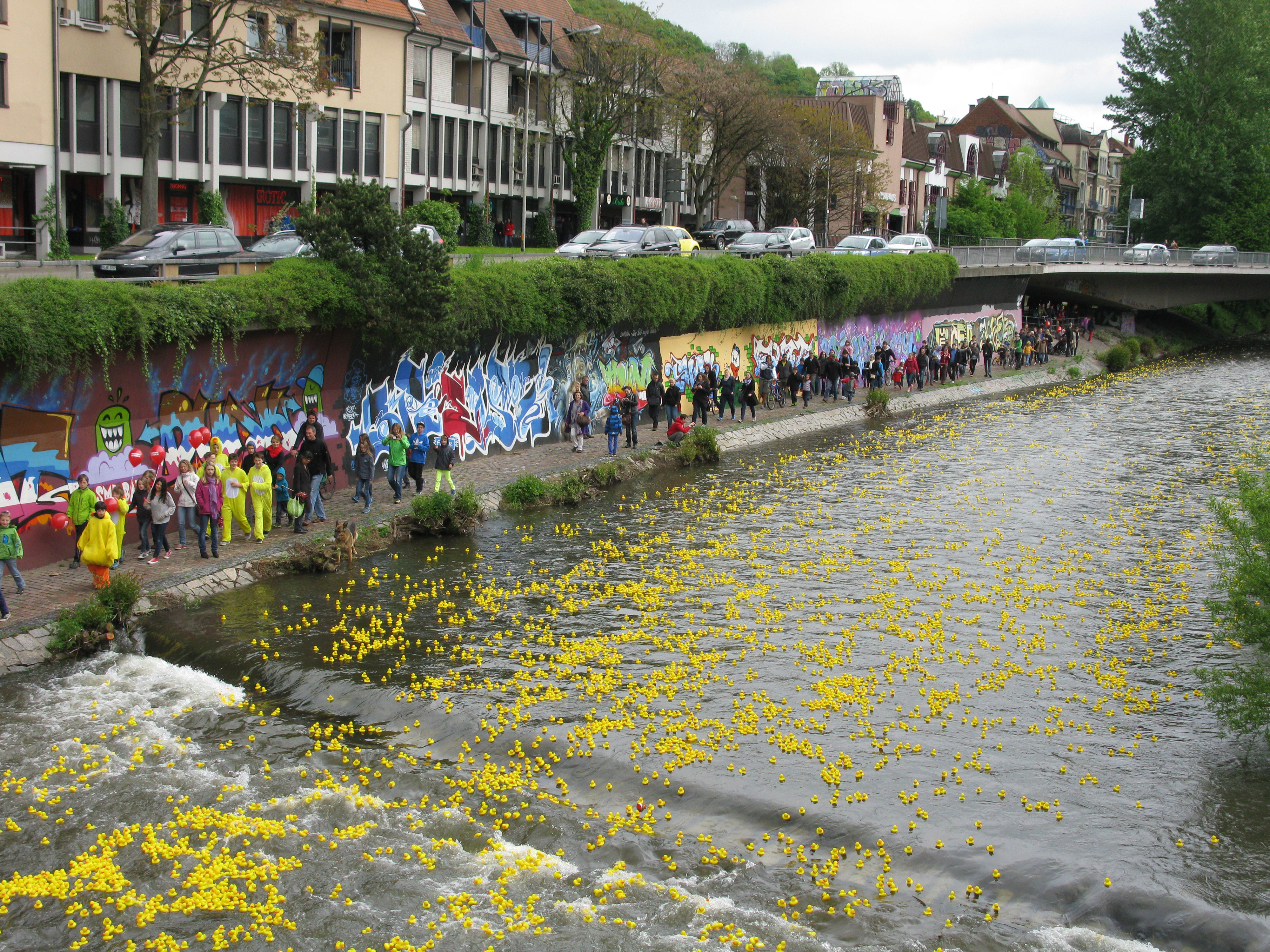
Courses de canards sur le Dreisam à Fribourg-en-Brisgau, Allemagne

Des courses de canards en plastique sont aussi organisées par des associations caritatives, comme la Great Knoxville Rubber Duck Race à Knoxville à laquelle participent environ 40 000 canards ou le Halifax Duck Derby à Halifax qui en réunit environ 10 000.

## Océanologie

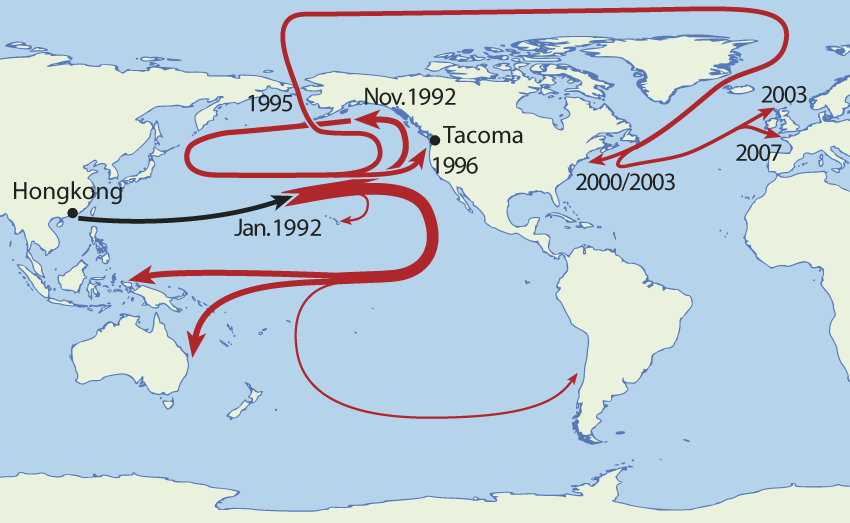
Le trajet des Friendly Floatees.

En 1992, un cargo transportant des canards et d’autres jouets en plastique de la marque Friendly Floatees a déversé accidentellement environ 29 000 de ces jouets en plastique dans l'océan Pacifique, probablement à la suite d'une collision avec un autre transporteur. L’océanographe Curtis Ebbesmeyer a étudié le mouvement des jouets afin de mieux connaître les courants océaniques.

## Pseudo religion
Le canard en plastique est aussi pris comme dieu dérisoire de la « religion patolique », fondée par le comédien et clown Leo Bassi (es) pour montrer, de manière provocatrice, l'absurdité selon lui des religions et chercher à dénoncer toutes les formes de domination.

## Art
En 2007, le Néerlandais Florentijn Hofman crée « Rubber Duck » (sous le nom de « Canard de bain ») pour le festival Estuaire. C'est le canard en plastique flottant le plus grand du monde : 26 m de hauteur et 32 m de long. D'autres canards de plus petites tailles sont créés à la suite et exposés sur l'eau les années suivantes à travers le monde.

## Génie logiciel
La méthode du canard en plastique est, en développement logiciel, une pratique pour prendre du recul sur son travail.

## Controverse
En 1998, le PVC contenu notamment dans les canards en plastique a fait l’objet d’une inquiétude de la part des associations de consommateurs car il serait nuisible à l’environnement et pourrait provoquer des cancers. Le groupe Greenpeace a alors incité les gouvernements et la Commission européenne à interdire la vente des jouets en PVC.

### Bactéries
Selon une étude de l'Institut de recherche EAWAG, 80 % des canards de bain présentent des colonisations par des bactéries pathogènes telles que Legionella pneumophila ou Pseudomonas aeruginosa.